# The Other Tomorrow
The Other Tomorrow is een Amerikaanse dramafilm uit 1930 onder regie van Lloyd Bacon. De film is wellicht zoekgeraakt.

## Verhaal
Jon Carter en Edith Larrison zijn twee oude vlammen. Wanneer ze elkaar opnieuw ontmoeten, slaat de vonk meteen over. Alleen is Edith intussen getrouwd met een ontzettend jaloerse man. Jon verbergt zijn gevoelens voor Edith om haar te beschermen. Dan komt het nieuws dat haar man is overleden.

## Rolverdeling
| Acteur          | Personage      |
| --------------- | -------------- |
| Billie Dove     | Edith Larrison |
| Kenneth Thomson | Nort Larrison  |
| Grant Withers   | Jon Carter     |
| Frank Sheridan  | David Weaver   |
| William Granger | Drum Edge      |
| Otto Hoffman    | Ted Journet    |
| Scott Seaton    | Ed Conover     |